# Saline de Poligny
La saline de Poligny est une mine de sel active de 1896 à 1932 à Poligny, commune limitrophe de Lons-le-Saunier dans le Jura, dans l'est de la France. Le gisement est encore utilisé par l'usine Solvay de Tavaux jusqu'en 2007.

## Situation
La concession est principalement établie sur la commune de Poligny, au sud-ouest du département du Jura en région de Bourgogne-Franche-Comté.

## Géologie
Les gisements d'halite exploité appartient au bassin salifère de Franche-Comté. Il se situe à 125 mètres de profondeur.

## Histoire
La concession minière accordée le 15 février 1894 et débouche sur la construction de la saline de Poligny en 1895-1896 par la  Compagnie des Mines de Sel de Poligny, en bordure de la ligne de Dole-Ville à Poligny. Les deux trous de sonde dits « du Haut » et « du Bas », sont creusés entre 1892 et 1893 à 70 mètres d'écart et à 800 mètres de l'emplacement de la saline. Leur exploitation est autorisé le 31 octobre 1895, celle est faite au moyen de deux pompes à pistons actionnées par une machine à vapeur de 12 ch.
La production du sel commence en mai 1896 et atteint 4 500 tonnes en 1898, 4 100 t en 1901 et 4 051 t en 1919. Entre 1928 et 1931 le projet industriel évolue : la production locale de sel s'arrête et la saumure issue des 45 nouveaux forages (qui se sont multipliés) est entièrement acheminée à partir de 1932, via un saumoduc de 37 km, vers l'usine Solvay de Tavaux. C'est de la saumure non saturée provenant du site d'Étrez dans l'Ain, distant de 75 km, qui est alors injectée dans le gisement au lieu de l'eau douce locale. L'exploitation du sel cesse en 2007[réf. nécessaire].
On peut aussi mentionner la source salée des Nans (près de Champagnole), encore utilisée au XIXe siècle pour l'usage domestique.

## Reconversion
Le bâtiment d’évaporation est partiellement démoli entre 1970 et 1980. Plusieurs bâtiments subsistent au début du XXIe siècle et sont reconvertis en fromagerie industrielle.